# Universidad de Aberdeen
La Universidad de Aberdeen está ubicada en la ciudad de su mismo nombre, Aberdeen en Escocia, Reino Unido. Fue fundada por el obispo William Elphinstone bajo la autoridad de una bula obtenida entre 1494 y 1495.
Es la tercera universidad más antigua de Escocia y la quinta del Reino Unido. La universidad se inició con 36 empleados y estudiantes, y pronto (en 1497) tuvo la primera cátedra de medicina en el mundo de habla inglesa.
Tomando como modelo las grandes universidades europeas de París y Bolonia, la universidad de Elphinstone adoptó la enseñanza de todas las ramas del saber conocido: Artes, Teología, y Derecho Civil y Canónico.
La moderna Universidad de Aberdeen se formó en 1860 cuando el King's College se fusionó con el Marischal College (fundado en Aberdeen en 1593).
Hoy en día la universidad cuenta con más de 15.000 estudiantes y más de 3000 empleados. El cuerpo estudiantil representa a 130 nacionalidades y la enseñanza se divide en tres Colleges: el Colegio de Medicina y Ciencias de la Vida, el Colegio de Ciencias Físicas, y el Colegio de Artes y Ciencias Sociales.
Cuenta con licenciaturas en artes y teología; ciencias naturales; medicina clínica; ciencias sociales; economía; ingeniería, matemáticas y derecho. El Instituto de Ecología Terrestre y diversos institutos de investigación agrícola, están afiliados con la universidad. 
La facultad de divinidad fue rankeada en el 2012 como número 1 entre las universidades de Escocia, y número 4 entre las universidades de todo el Reino Unido (después de Oxford, Cambridge, y Durham); igualmente, fue ubicada número 2 en el Reino Unido en investigación teológica solo superada por la universidad de Durham.Top UK University Subject Tables and Rankings 2012 Lo anterior posiciona, hoy por hoy, la facultad de divinidad de la universidad de Aberdeen entre las 10 mejores facultades/departamentos de divinidad en el mundo.
Desde el año 2013, el cargo de canciller lo ocupa la Duquesa de Rothesay.